# Giles Farnaby
Giles Farnaby (ur. 1563, zm. 1640) – angielski kompozytor. Komponował utwory na wirginał, jest autorem psalmów do Psałterza Ravenscrofta (1621) i madrygałów.